# Agathis microstachya
Agathis microstachya — вид хвойних рослин родини араукарієвих.

## Етимологія
Видовий епітет microstachya походить від грецького micros — «маленький» і stachys — «качан кукурудзи або квітконіс», натякаючи на невеликі чоловічі стробіли.

## Поширення, екологія
Населяє тільки округ Кука вологого тропічного регіону, північно-східній Квінсленд, Австралія. Живе від низовини до середини гірського тропічного лісу (від 400 до 1100 м над рівнем моря). Середня максимальна температура найжаркішого місяця становить 30 °C, а середня мінімальна найхолоднішого місяця 10°С. Опадів 1400–3300 мм, концентрується в літні місяці, досягаючи мінімуму 25 мм в найсухіший місяць (серпень або вересень). Ґрунти від глибокі суглинків до глин на різних кремнієвих субстратах.

## Морфологія
Висота до 50 м, діаметр до 270 см, однодомний. Кора від коричневого до сіро-коричневого кольору, груболистова. Листки від лінійних до еліптичних, 2–9 × 0,5–2,5 см, жорсткі, з дрібними поздовжніми, майже паралельними жилками, на 1–2 мм довгих черешках. Шишки від кульових до яйцеподібних, розміром 7.5–11.5 × 6,5–10 см. Пилкові шишки короткочерешчаті або майже сидячі, 1,1–1,6 × 0,6–0,8 см; дозрівають в грудні. Насіння серцеподібне, крилате. Деревина: серцевина від кремового до блідо-коричневого кольору, є кільця росту, як правило, непоказні.

## Загрози та охорона
Високо цінується за деревину і нещадно експлуатувався в минулому. Вирубка скоротила загальну чисельність населення. Фрагментація середовища проживання може зробити деякі ізольовані лісові залишки більш уразливими для пожеж. Інвазивні види можуть обмежити відновлення. Сімдесят відсотків з решти лісів в даний час захищені.